# În mintea criminalului
În mintea criminalului (The Mentalist) este un serial polițist, care a debutat pe 23 septembrie 2008, pe CBS. Serialul a fost creat de Bruno Heller, care este de asemenea și producătorul executiv al serialului. Urmează povestea fictivă a lui Patrick Jane, care, în calitate de consultant plătit, folosește metode nonconformiste pentru a ajuta o unitate fictivă, Biroul de Investigații din California (CBI), în cadrul anchetelor de omucidere.

## Sinopsis
În mintea criminalului urmează povestea lui Patrick Jane, un consultant independent pentru o versiune fictivă a Biroului de Investigații din California (CBI), cu sediul in Sacramento, California. Deși nu este om al legii, el folosește abilitățile de la fosta cariera ca mediu de succes (care a fost un șiretlic, deoarece nimeni nu crede că are de fapt abilități transcendentale), pentru a ajuta o echipă de agenți CBI să rezolve diverse crime, cu speranța de a-l aduce într-o zi pe Red John, ucigașul soției sale, Angela, și fiicei sale Charlotte în fața justiției.
Patrick Jane a avut anterior o carieră profitabilă ca escroc, pozând  cu succes ca mediu și bucurându-se aproape de statutul de celebritate. El a apărut la televizor pretinzând că abilitățile sale paranormale au ajutat poliția să alcătuiască profilul unui criminal în serie pe nume Red John. Red John, furios pe această afirmație i-a ucis soția și fiica lui Jane din răzbunare. Jane și-a abandonat ulterior meseria lui ca mediu și a făcut echipă cu CBI, folosind abilitățile sale pentru a-i ajuta să rezolve diferite crime. Atenția lui în principal se îndreaptă către cazurile care îl implică pe Red John sau cele similare cu ale lui Red John. El recunoaște că se preface cu privire la aspectele supranaturale ale competențelor sale, de multe ori afirmând că „nu există un astfel de lucru ca mediu", dar el are abilități bine șlefuite în lectură la rece, hipnoză și furtul din buzunare, precum și un spirit de observație puternic și o înțelegere profundă a psihicului și a comportamentului uman. Aceste aptitudini sunt la îndemână în fiecare episod, dar tehnicile sale neortodoxe și bizare pentru a rezolva crimele ofensează, uneori echipa de agenți cu care lucrează.